# 拉蒂
拉蒂（Lathi），是印度古吉拉特邦Amreli县的一个城镇。总人口為20964人（2001年）。

## 人口
该地2001年总人口20964人，其中男性10783人，女性10181人；0—6岁人口3160人，其中男1663人，女1497人；识字率63.17%，其中男性为70.64%，女性为55.26%。